# Kočov
Kočov (německy Gottschau) je obec v okrese Tachov v Plzeňském kraji. Žije zde 220 obyvatel.

## Historie
První písemná zmínka o vesnici pochází z roku 1357 v souvislosti s panským rodem Kočovských z Kočova, kteří zde ve 14. století vystavěli tvrz.
V roce 1921 v obci žilo v 90 domech celkem 532 obyvatel, z toho 523 Němců, dva Češi a zbytek příslušníci ostatních národností. Kolem kostela svatého Jan Křitele stávala rovněž osada Svatý Jan (Sankt Johann), v níž v roce 1921 žilo v 18 domech 88 obyvatel vesměs německé národnosti a která zanikla po roce 1945.

## Obyvatelstvo
| Rok            | 1869 | 1880 | 1890 | 1900 | 1910 | 1921 | 1930 | 1950 | 1961 | 1970 | 1980 | 1991 | 2001 | 2011 | 2021 |
| -------------- | ---- | ---- | ---- | ---- | ---- | ---- | ---- | ---- | ---- | ---- | ---- | ---- | ---- | ---- | ---- |
| Počet obyvatel | 565  | 652  | 612  | 598  | 585  | 612  | 580  | 225  | 201  | 206  | 210  | 189  | 208  | 199  | 223  |
| Počet domů     | 97   | 103  | 100  | 104  | 105  | 106  | 113  | 56   | 50   | 42   | 37   | 43   | 48   | 48   | 55   |

## Obecní správa
Mezi lety 1850–1979 byl Kočov obcí v okrese Planá (1850–1930) a později v okrese Tachov. Od 1. ledna 1980 do 23. listopadu 1990 patřil jako část města k Plané a od 24. listopadu 1990 je opět samostatnou obcí.

### Části obce
- Janov
- Klíčov
- Kočov
- Ústí

### Obecní symboly
Znak a vlajka byly obci uděleny rozhodnutím předsedkyně Poslanecké sněmovny Parlamentu České republiky dne 18. května 2012.

## Pamětihodnosti
- Ve vesnici se částečně dochovalo tvrziště kočovské tvrze založené ve čtrnáctém století.[5]
- Kaple, v polích
- Kostel svatého Jana Křtitele, zřícenina a archeologické naleziště; zde se odehrávaly scény v pekle ve filmu Zdeňka Trošky Z pekla štěstí 2 (2001) .
- Zvonička